# Форт Стоктон
Форт Стоктон (енгл. Fort Stockton) град је у америчкој савезној држави Тексас. По попису становништва из 2010. у њему је живело 8.283 становника.

## Демографија
Према попису становништва из 2010. у граду је живело 8.283 становника, што је 437 (5,6%) становника више него 2000. године.
| Група             | 2000.         | 2010.         |
| Белци             | 2.192 (27,9%) | 1.881 (22,7%) |
| Афроамериканци    | 70 (0,9%)     | 174 (2,1%)    |
| Азијати           | 60 (0,8%)     | 69 (0,8%)     |
| Хиспаноамериканци | 5.482 (69,9%) | 6.103 (73,7%) |
| Укупно            | 7.846         | 8.283         |